# Patrice Lhôtellier
Patrice Lhôtellier (Romilly-sur-Seine, 8 de agosto de 1966) es un deportista francés que compitió en esgrima, especialista en la modalidad de florete.
Participó en tres Juegos Olímpicos de Verano, obteniendo una medalla de oro en Sídney 2000, en la prueba por equipos (junto con Jean-Noël Ferrari, Brice Guyart y Lionel Plumenail), el sexto lugar en Seúl 1988 y el séptimo en Barcelona 1992.
Ganó seis medallas en el Campeonato Mundial de Esgrima entre los años 1987 y 1999, y una medalla de bronce en el Campeonato Europeo de Esgrima de 1994.

## Palmarés internacional
| Juegos Olímpicos   | Juegos Olímpicos            | Juegos Olímpicos  | Juegos Olímpicos    |
| Año                | Lugar                       | Medalla           | Prueba              |
| ------------------ | --------------------------- | ----------------- | ------------------- |
| 2000               | Sídney (Australia)          | Medalla de oro    | Florete por equipos |
| Campeonato Mundial |                             |                   |                     |
| Año                | Lugar                       | Medalla           | Prueba              |
| 1987               | Lausana (Suiza)             | Medalla de plata  | Florete por equipos |
| 1989               | Denver (Estados Unidos)     | Medalla de bronce | Florete por equipos |
| 1991               | Budapest (Hungría)          | Medalla de bronce | Florete por equipos |
| 1997               | Ciudad del Cabo (Sudáfrica) | Medalla de oro    | Florete por equipos |
| 1998               | La Chaux-de-Fonds (Suiza)   | Medalla de plata  | Florete por equipos |
| 1999               | Seúl (Corea del Sur)        | Medalla de oro    | Florete por equipos |
| Campeonato Europeo |                             |                   |                     |
| Año                | Lugar                       | Medalla           | Prueba              |
| 1994               | Cracovia (Polonia)          | Medalla de bronce | Florete individual  |